# Leucina
La leucina è un amminoacido utilizzato dagli esseri viventi per la sintesi delle proteine. Viene indicato comunemente con le sigle L o Leu ed è codificato sull'RNA messaggero dai codoni CUU, CUG, CUC, CUA, UUA e UUG.

## Storia
Nel 1819, il chimico e farmacista francese Joseph Louis Proust riuscì a isolare due sostanze a base di farina di frumento, che chiamò "acido caseico" e "ossido caseoso". 
Un anno dopo, Henri Braconnot isolò una nuova sostanza, apparentemente per idrolisi acida delle fibre muscolari e della lana, e la chiamò Leucins a causa del colore bianco dei cristalli. Eduard Mulder nel 1839 riconobbe l'identità dei due corpi e ne discusse la possibile composizione. Ma fu solo nel 1891 che il chimico tedesco Ernst Schulze e il suo dottorando Arthur Likiernik riuscirono a descrivere adeguatamente la composizione della L-leucina.

## Struttura
La leucina, come tutti gli amminoacidi, è composta da un gruppo amminico ({\displaystyle {\ce {-NH2}}}) e da uno carbossilico ({\displaystyle {\ce {-COOH}}}). La catena laterale è alifatica e ramificata ({\displaystyle {\ce {-CH2-CH-(CH3)2}}} sostituente chiamato isobutile), il che rende la molecola apolare. Siccome la molecola presenta un gruppo a carattere basico (quello amminico) ed uno a carattere acido (quello carbossilico), viene definita anfotera in quanto può mostrare entrambi i comportamenti a seconda del pH.
Il punto isoelettrico della leucina, ossia il valore di pH in cui l'amminoacido si dissocia nella sua parte acida ({\displaystyle {\ce {-COO-}}}) e si protona nella sua parte basica ({\displaystyle {\ce {-NH3+}}}), è 6,01. Questo valore lo si ottiene dalla media tra la costante di dissociazione acida e quella basica. L'amminoacido così dissociato viene definito zwitterione, il quale presenta cariche negative e positive in uguali quantità e dunque, carica globale neutra. Questa proprietà impedisce ad uno zwitterione di subire una migrazione elettroforetica.
Siccome al carbonio 2, chiamato anche carbonio α, sono legati 4 sostituenti differenti ({\displaystyle {\ce {-H}}}, isobutile, {\displaystyle {\ce {-NH2}}} e {\displaystyle {\ce {-COOH}}}), viene identificato in quest'ultimo uno stereocentro. A seconda di come sono orientati tridimensionalmente questi sostituenti, possono identificarsi 2 enantiomeri: l'acido 2(S)-ammino-3-metilpentanoico e l'acido 2(R)-ammino-3-metilpentanoico. Queste due molecole hanno attività ottica e quindi si possono distinguere l'L-leucina come la D-leucina.

Con il nome "leucina" si intendono in genere le miscele racemiche.

Struttura dell'L-leucina
Struttura della D-leucina

## L-leucina
L'enantiomero L della valina è quello utilizzato dagli esseri viventi come mattoncino per costruire le proteine. Non è sintetizzato nel nostro organismo, per cui rientra in quella categoria di amminoacidi essenziali da introdurre con la dieta.

### Biosintesi
Piante e microrganismi sintetizzano la leucina dall'acido piruvico. La sintesi dell'amminoacido valina è compresa nella parte iniziale di questa via.

### Metabolismo
Il metabolismo della leucina si verifica in molti tessuti del corpo umano; tuttavia, la maggior parte della leucina alimentare viene metabolizzata all'interno del fegato, del tessuto adiposo e del tessuto muscolare.
Negli individui sani, circa il 60% della leucina introdotta con la dieta viene metabolizzata ad acetil-CoA e, in minima parte, anche in acido β-idrossi β-metilbutirrico (HMB). L'acetil-CoA così prodotto viene successivamente utilizzato nella sintesi di altri composti.
Il metabolismo della L-leucina è catalizzato principalmente dagli enzimi aminotransferasici che lavorano sugli aminoacidi a catena alifatica ramificata. Il primo intermedio è l'α-chetoacido corrispondente, ossia l'α-chetoisocaproato: questo viene poi metabolizzato dall'enzima mitocondriale α-chetoacido deidrogenasi, che lo converte in isovaleril-CoA. L'isovaleril-CoA viene successivamente metabolizzato dall'isovaleril-CoA deidrogenasi in metilcrotonil-CoA, che viene utilizzato nella sintesi dell'acetil-CoA e di altri composti.
Durante la carenza di biotina, la sintesi dell'acetil-CoA subisce un rallentamento e inizia a prevalere la reazione di sintesi dell'HMB. Metilcrotonil-CoA tramite enoil-CoA idratasi e un enzima tioesterasi sconosciuto, viene convertito in HMB-CoA e successivamente in HMB. Una quantità relativamente piccola di α-chetoisocaproato viene metabolizzata nel fegato dall'enzima 4-idrossifenilpiruvato diossigenasi in HMB. Negli individui sani, questa via è la via predominante per la sintesi di HMB.
Una piccola frazione del metabolismo della leucina (meno del 5% in tutti i tessuti tranne che nei testicoli dove rappresenta circa il 33%) è inizialmente catalizzata dalla leucina aminomutasi, che produce β-leucina, che viene successivamente metabolizzata in β-chetoisocaproato, β-chetoisocaproil-CoA, e poi acetil-CoA da una serie di enzimi non caratterizzati.

### Utilizzi

#### Sintesi proteica
La funzione principale dell'L-leucina è quella di essere un precursore della sintesi proteica. Ha la capacità di stimolare direttamente la sintesi proteica muscolare miofibrillare. Questo effetto della leucina deriva dal suo ruolo di attivatore dell'enzima mTOR, una proteina che regola la biosintesi delle proteine e la crescita cellulare.

#### Integratore alimentare
Come integratore alimentare, è stato scoperto che la leucina rallenta la degradazione del tessuto muscolare aumentando la sintesi delle proteine muscolari nei ratti anziani. Tuttavia, i risultati degli studi comparativi sono contrastanti. La supplementazione di leucina a lungo termine non aumenta la massa muscolare o la forza negli uomini anziani sani. Sono necessari più studi, preferibilmente basati su un campione oggettivo e casuale della società. Fattori come le scelte di stile di vita, l'età, il sesso, la dieta, l'esercizio fisico, ecc. devono essere presi in considerazione nelle analisi per isolare gli effetti della leucina supplementare da sola o se assunta con altri aminoacidi a catena ramificata (BCAA). Fino ad allora, l'integrazione alimentare di leucina non può essere associata come la ragione principale per la crescita muscolare o il mantenimento ottimale per l'intera popolazione.

#### Additivo alimentare
La L-leucina ha il numero E degli additivi alimentari E641 ed è classificata come esaltatore di sapidità.

## D-leucina
Gli enantiomeri D degli amminoacidi a catena ramificata (D-BCAA) come la D-leucina, la D-isoleucina e la D-valina sono noti per essere gli intermedi di antibiotici peptidici. La D-leucina non è inserito nelle proteine di alcun essere vivente e viene dunque classificato come amminoacido non proteinogenico.

### Sintesi
La D-leucina viene sintetizzata tramite l'amminazione enantioselettiva NADPHdipendente. Questa reazione, catalizzata nella sua prima fase dall'enzima D-amminoacido deidrogenasi e nella seconda fase dalla glucosio deidrogenasi, consuma 2 ossiacidi a favore della formazione degli amminoacidi D, consumando come fonte energetica il NADPH.

### Utilizzi
Sia la L-leucina che la D-leucina proteggono i topi dalle convulsioni. La D-leucina interrompe anche le crisi nei topi dopo l'inizio dell'attività convulsiva, almeno con la stessa efficacia del diazepam e senza effetti sedativi. La ridotta assunzione alimentare di L-leucina promuove l'adiposità nei topi. Alti livelli ematici di leucina sono associati all'insulino-resistenza nell'uomo, nei topi e nei roditori. Ciò potrebbe essere dovuto all'effetto della leucina di stimolare la segnalazione di mTOR. La restrizione dietetica della leucina e degli altri BCAA può invertire l'obesità indotta dalla dieta nei topi wild-type aumentando il dispendio energetico e può limitare l'aumento di massa grassa dei ratti iperfagici.

## Abbondanza negli alimenti
Siccome tutti gli alimenti contengono leucina, poiché tutti gli alimenti contengono proteine, di seguito è indicata l'abbondanza solo in alcuni di essi:
| Alimento                    | Dose (g/100 g di proteine) |
| --------------------------- | -------------------------- |
| Albume d'uovo               | 7,358                      |
| Proteine isolate della soia | 6,783                      |
| Carne di foca               | 6,386                      |
| Carne di beluga             | 5,778                      |
| Merluzzo                    | 5,106                      |
| Alga spirulina essiccata    | 4,947                      |
| Farina di soia              | 4,110                      |
| Parmigiano                  | 4,013                      |
| Semi di sesamo              | 3,841                      |
| Semi di girasole            | 3,500                      |